# 解法の探求II
解法の探求II（かいほうのたんきゅう・に）は、東京出版の大学受験数学誌「大学への数学」増刊号として発行されていた大学受験数学の問題集である。

## 概略
毎年6月に発売された。数III(微分・積分)で取り扱うはさみうちの原理を始めとする極限、三角関数・指数関数・対数関数の微分積分、各種の求積法を対象範囲としている。出題・解答方針は「大学への数学」本誌と同様、解答方針の立て方・解法の体系的習得を意図した高い視点からのレベルの高いものを編集方針としている。かなりハイレベルな問題を含み、最難関大学志望の学生向けであった。
2007年度の在庫がなくなり次第廃刊となった。その後部分改訂および書籍化し、2009年に解法の探求・微積分（かいほうのたんきゅう・びせきぶん）として出版されている。